# ソルソ
ソルソ（イタリア語: Sorso）は、イタリア共和国サルデーニャ自治州サッサリ県にある、人口約15,000人の基礎自治体（コムーネ）。

## 地理

### 位置・広がり

#### 隣接コムーネ
隣接するコムーネは以下の通り。
- カステルサルド
- サッサリ
- センノリ
- テルグ

## 行政

### 分離集落
ソルソには、以下の分離集落（フラツィオーネ）がある。
- Arboriamar, Eden Beach, Marina di Sorso, Taniga-Malafede, San Michele, Marritza, Li Nibari, Platamona (condivisa con i comuni di Sassari e Porto Torres), Serralonga, Riviera di Sorso, Terrada, Terrada Sud, Bellisara